# Candezeollus pseudocandezei
Candezeollus pseudocandezei är en skalbaggsart som beskrevs av Zdzisława Stebnicka och Henry Fuller Howden 1995. Candezeollus pseudocandezei ingår i släktet Candezeollus och familjen Aphodiidae. Inga underarter finns listade.